# Мега-

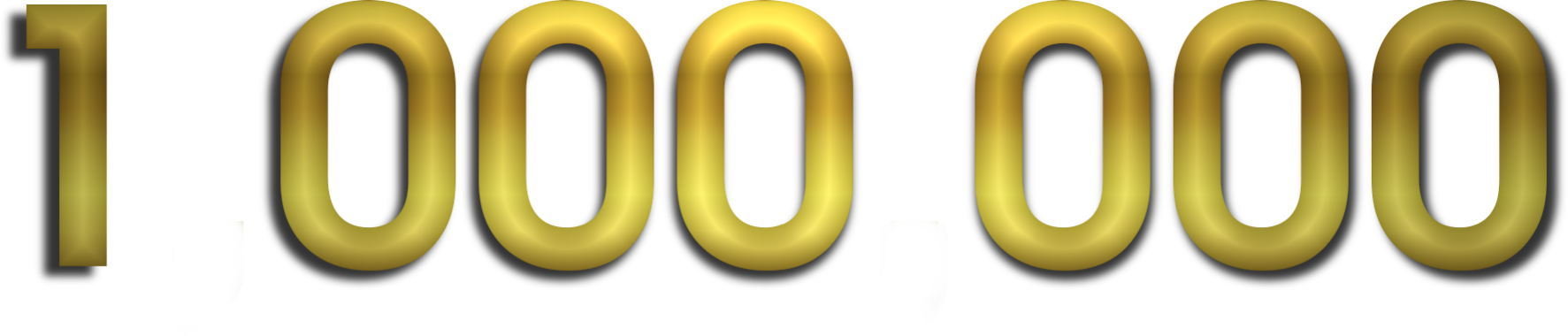
Мега — Миллион

Мега- (русское обозначение: М; международное: M) — одна из приставок, используемых в Международной системе единиц (СИ) для образования наименований и обозначений десятичных кратных единиц. Единица, наименование которой образовано путём присоединения приставки мега к наименованию исходной единицы, получается в результате умножения исходной единицы на число 106, то есть на один миллион.
В качестве приставки СИ принята XI Генеральной конференцией по мерам и весам в 1960 году.

## Этимология
Наименование «Мега» происходит от греч. μέγας, что означает большой.

## Примеры использования
- Один мегаватт = 1000 киловатт = 1 000 000 ватт.
- Одна мегатонна тротила (используется, например, для измерения мощности ядерного оружия через тротиловый эквивалент) равна 1 000 000 тонн тротила.
- Мегагерц — частота электромагнитного излучения для радио и телевидения, GSM и т. п. 1 МГц = 1 000 000 Гц.

## Квадратные и кубические формы
- 1 Мм² обозначает один квадратный мегаметр или размер площади 1 000 000 × 1 000 000 м или 1012 м² (а не 1 000 000 × квадратный метр)
- 1 Мм³ обозначает один кубический мегаметр или размер куба 1 000 000 × 1 000 000 × 1 000 000 м или 1018 м³ (а не 1 000 000 × кубический метр)

## Компьютерные технологии
В компьютерных технологиях, мега- (mega-) может обозначать 1 048 576 (220) информационных единиц (например мегабайт), также может обозначать 1 000 000 (106) других величин, например, скорость передачи информации: 1 мегабит/с = 1 000 000 бит/с.
Во избежание неоднозначности был введён также префикс меби-, означающий 220, но на данный момент он не получил широкого распространения.
Значение приставки «мега-» согласно стандарту JEDEC
Объединенный инженерный совет по электронным устройствам (англ. Joint Electron Devices Engineering Council, JEDEC), занимающийся разработкой и продвижением стандартов для микроэлектронной промышленности, разработал стандарт JEDEC 100B.01 определяющий значения терминов и буквенных символов. Целью данного стандарта является содействие единообразному использованию символов, аббревиатур, терминов и определений в полупроводниковой промышленности. Согласно данному стандарту, приставка mega (M), определяется как множитель равный 1 048 576 (220 или K2, где коэффициент K = 1024).